# 宁县校园霸凌事件
宁县校园霸凌事件是指2018年12月14日，甘肃省庆阳市宁县和盛镇杨庄村一位8岁女童遭遇校园霸凌的事件。

## 事情经过

### 家属反馈
2018年12月14日，杨庄小学一位肖姓老师的口红丢失怀疑是受害女童偷走，当日下午肖姓老师与受害女童的奶奶沟通要求赔偿，后放学时发现女童受伤“裤子前后都是血，还有血顺着腿往鞋子里流”。据受害女童的姑母表示，肖姓老师曾单独与受害女童沟通是否存在偷窃行为，后来“老师要求同学们把孩子的裤子脱光了打，用教鞭伸进孩子的下体打。一个班一共7个娃娃，5个娃娃都打了。”当晚受害女童的家属报案。
2018年12月15日，家属将受害女童送往宁县和盛医院、庆阳市人民医院进行治疗，后转西安市儿童医院治疗，3天转回镇医院接受治疗。
2019年1月13日，因受害女童反馈疼痛不止，再次住院治疗。

### 官方通报
2019年1月15日，宁县公安局、宁县教育体育局就此事件进行通报，通报称杨庄小学两名一年级男童因怀疑受害女童偷拿其橡皮，并借钱一元未还，因此将受害女童裤子脱掉，用笤帚对受害女童下体进行乱打乱戳，致其下体受伤。公安部门依据《中华人民共和国治安管理处罚法》规定，因涉事两男童未满14周岁不予处罚，责令两男童监护人严加管教，并依法承担民事责任，杨庄小学校长、副校长等人予以免职处分。
2019年1月16日，据报道杨庄小学肖姓老师再次在当地派出所接受询问，受害女童仍在宁县医院接受治疗。有志愿者生成受害女童伤情加剧被隔离在医院且接触女童需有教育局及派出所人员配同。医院称女童子宫卵巢没受损应不影响生育。

## 争议
官方通报事件过程与家属反馈并不一致，受害女童的表哥告诉记者“事发导火索是老师丢口红，并非偷橡皮。”
澎湃评论表示，官方结论与家长说法大相径庭，一些疑问官方并没有明确说明，这些使此案成为罗生门引出更多质疑，官方结论难以服众。
光明网评论表示，官方通报滞后，且与网络披露信息有许多不同，需要官方披露更多信息，从女童所处的环境，以及遭受的虐待来看，农村贫困家庭儿童仍是容易受到侵害的群体，需要社会更多关注。

## 后续
2019年1月21日，庆阳市人民政府通报：1、肖姓老师在事发时不在教室，事件与口红无直接关系；2、肖姓老师严重失职失责，已决定解聘；3、肖姓老师无复杂的“社会背景”。